# Garra barreimiae
Garra barreimiae é uma espécie de Actinopterygii da família Cyprinidae.
Pode ser encontrada em Bahrein, Omã e nos Emirados Árabes Unidos.